# Jacques Bastogne
Pour les articles homonymes, voir Bastogne (homonymie).
Jacques Bastogne est le pseudonyme d'un binôme d'écrivains français, Roland Bonnet et Marcel Pollaud-Dulian, auteurs à eux deux de romans d'espionnage.

## Biographies
Roland Bonnet est cinéaste conférencier.
Marcel Pollaud-Dulian, né le 25 mai 1927 à Nice et mort le 3 juillet 1998 à Paris 16è, est administrateur de la revue littéraire Sciences et Voyages et auteur en 1967 d'une étude sur l'esclavage intitulée Aujourd'hui l'esclavage et publiée aux "Éditions Ouvrières".
Ils s'assemblent pour écrire deux séries de romans d'espionnage loufoques :
- la première de trois romans a pour protagoniste un cinéaste et agent secret dénommé Chris Holiday ;
- la seconde a pour personnage principal Jacques Dupont-Crockbin, défini par Jacqueline Barde dans Mystère magazine comme « un héros bondissant dans la bonne vieille tradition du feuilleton à péripéties, increvable, inusable, fier buveur et franc luron »[3]. Les titres de cette seconde série sont des jeux de mots en référence à d'autres œuvres littéraires ou cinématographiques, comme L'Adieu aux diams pour L'Adieu aux armes d'Ernest Hemingway.

## Œuvre

### Romans

#### SérieChris Holiday
- Notre agent à Moscou, Ditis, coll. « La Chouette », no 174 (1960) ;
- Rhésus positif, Ditis, coll. « La Chouette », no 182 (1960) ;
- Pouvoirs très spéciaux, Ditis, coll. « La Chouette », no 204 (1961).

#### SérieJacques Dupont-Crockbin
- Le Gin des sables, Ditis, coll. « La Chouette », no 177 (1960) ;
- L'Adieu aux diams, Ditis, coll. « La Chouette », no 192 (1960) ;
- Pour qui tinte le glass[4], Ditis, coll. « La Chouette », no 198 (1961) ;
- Le Soulier de sapin[5], Ditis, coll. « La Chouette », no 209 (1961) ;
- Comment éponger un milliardaire[6], Ditis, coll. « La Chouette », no 218 (1961).

## Sources
: document utilisé comme source pour la rédaction de cet article.
- Claude Mesplède (dir.), Dictionnaire des littératures policières, vol. 1 : A - I, Nantes, Joseph K, coll. « Temps noir », 2007, 1054 p. (ISBN 978-2-910-68644-4, OCLC 315873251).
- Jacques Baudou et Jean-Jacques Schleret, Les Métamorphoses de la chouette p. 165-166, Futuropolis, 1986.